# Titanium La Portada
Titanium La Portada – drugi pod względem wysokości wieżowiec w Santiago de Chile i Chile. Budynek zaprojektowany został przez architekta Andrew Weila.  Budowa rozpoczęła się w 2006 a zakończyła w 2010.